# Chuchel
Chuchel ist ein Comedy-Abenteuerspiel des tschechischen Entwicklerstudios Amanita Design. Es wurde am 7. März 2018 für Windows und macOS veröffentlicht. Eine Version für iOS und Android folgte am 28. November 2018. Chuchel gewann einen Excellence in Visual Art sowie den Preis als „Bestes Spiel für Kinder“.

## Spielverlauf und Handlung
Wie auch bei den Vorgängern von Amanita Design handelt es sich bei Chuchel um ein Point-and-Click-Adventure, welches ohne Worte auskommt. Der tschechische Name „Chuchel“ bedeutet auf Deutsch „Ball aus Haar und Staub“. Mittels interaktiver Bilder muss der Spieler dabei versuchen, unterschiedlich schwierige Rätsel zu lösen. Der Spieler übt dabei keine direkte Kontrolle über den Protagonisten aus, sondern verändert die Umgebung in einer Weise, die den Protagonisten beeinflusst. Der Protagonist ist die orange Kreatur Chuchel, welche eine Leidenschaft für Kirschen hat und immer wieder versucht, die wertvollste Kirsche zu bekommen. Sein Gegenspieler ist Kekel. Chuchel möchte zu Beginn des Spiels eine Kirsche verspeisen, doch dann wird diese von Kekel (tschechisch für: „etwas schrecklich Ekliges“) geklaut. Damit beginnt eine Jagd nach Kekel, begleitet von unzähligen Versuchen, die Kirsche zurückzugewinnen. Dabei wird der Spieler durch die 30 Level von der Musik der tschechischen Band DVA begleitet.

## Geschichte
Chuchel wurde am 7. März 2018 für Windows und macOS veröffentlicht. Die Version für iOS und Android erschien am 28. November 2018.
Am 20. Dezember 2018 änderte Amanita Design die Farbe von Chuchel in orange mit einem schwarzen Hut, anstatt vorher einem schwarzen Körper und einem orangen Hut. Damit reagierte Amanita Design auf einige Kritik von Spielern, vor allem in den USA, die dem Unternehmen Rassismus vorwarfen. Die schwarze Farbe von Chuchel sowie einige andere Merkmale machten den Charakter vereinbar mit einer klischeehaften Darstellung von Blackface. Das Unternehmen entschuldigte sich für das Missverständnis und änderte das Aussehen von Chuchel sowie einigen Levels, um das neue Design anzupassen.

## Rezeption
Chuchel erhielt überwiegend positive Bewertungen. Die Rezensionsdatenbank Metacritic aggregiert 24 Rezensionen zu einem Mittelwert von 81/100.
PC Gamer erläutert, der Spielspaß von Chuchel liege in der Entdeckung von Gegenständen, der Umwelt und deren Beziehung zueinander. Die Rätsel seien nicht unbedingt logisch, wie es auch bei anderen Point-and-Click-Spielen der Fall sei, doch genau das mache das Spiel spannend, da der Spieler nicht wisse, was einen erwarte. The Verge bezeichnet die Rätsel des Spiels ebenfalls als seltsam, lobt aber, sie seien gleichzeitig intuitiv und es gebe ein Hinweissystem, was dem Spieler weiterhelfen könne, ohne die Lösung der Rätsel zu verraten. Dies sei wichtig, weil das Spiel den Spieler ständig zum Lachen bringe, was nicht durch Frustration verdorben werden solle. Adventure Gamers lobt die ausgefallene Kunst des Spiels, sowie den perfekt auf das Gameplay abgestimmten Soundtrack. Kritisiert werden die kurze Spielzeit und die wenigen Herausforderungen. RockPaperShotgun lobte die zusätzlich beinhalteten Minispiele, wie Tetris, Space Invaders oder Pacman, welche der Spieler zu bewältigen hat, auch wenn diese teils einen zu großen Anteil im Spiel einnehmen. Weiterhin wurde der Soundtrack als sehr passend zum Spiel charakterisiert.

### Auszeichnungen
Chuchel erhielt einen „Excellence in Visual Art Award“ von Independent Games Festival 2018 und wurde auf der Anifilm 2018 als „Bestes Spiel für Kinder“ ausgezeichnet. Des Weiteren erhielt es Preise für „Best Visual Art“ und „Best Art“ von CEEGA 2018 und BIG Festival 2018. Bei den jährlichen Aeggie Awards des Adventure-Fachmagazins Adventure Gamers gewann Chuchel 2018 in den Kategorien „Best Character“, „Best Animation“ und „Best Sound Effects“.